# Luigi Martignoni
Luigi Martignoni (Lodi, 7 maggio 1827 – Calatafimi, 31 maggio 1860) è stato un patriota e militare italiano.

## Biografia
Luigi Martignoni partì al seguito di Giuseppe Garibaldi, con la spedizione dei Mille, nell'Italia meridionale. Abitava a Casalpusterlengo, luogo in cui esercitava la professione di avvocato.
Era membro del reparto delle guide a cavallo. Morì, a soli 33 anni, durante il primo scontro con l'esercito borbonico, a Calatafimi. Fu l'unico lodigiano tra i caduti della spedizione garibaldina dei Mille.
Casalpusterlengo gli ha dedicato un piazzale, nel centro della città, in occasione delle celebrazioni per i 150 anni dell'Unità d'Italia.